# Stany Zjednoczone na Mistrzostwach Świata w Narciarstwie Klasycznym 2015
Reprezentacja Stanów Zjednoczonych na Mistrzostwach Świata w Narciarstwie Klasycznym 2015 – grupa zawodników i zawodniczek wybranych przez Amerykański Związek Narciarsko-Snowboardowy do reprezentowania Stanów Zjednoczonych na Mistrzostwach Świata w Narciarstwie Klasycznym 2015 w Falun.

## Biegi narciarskie

### Kobiety
- Jessica Diggins
- Kikkan Randall
- Ida Sargent
- Sadie Maubet Bjornsen
- Sophie Calldwel
- Rosie Brennan
- Elizabeth Stephen
- Caitelin Gregg

| Zawodniczka           | sprint klasyczny | łączony | sprint drużynowy | 10 km dowolnym | 4x5km | 30 km klasyk |
| --------------------- | ---------------- | ------- | ---------------- | -------------- | ----- | ------------ |
| Kikkan Randall        | 35               | 31      | -                | 15             | -     | -            |
| Ida Sargent           | 29               | -       | -                | -              | -     | -            |
| Sadie Maubet Bjornsen | 19               | 20      | -                | -              | 4     | 20           |
| Sophie Calldwel       | 10               | -       | 8                | -              | -     | -            |
| Rosie Brennan         | -                | 30      | -                | -              | 4     | 16           |
| Elizabeth Stephen     | -                | 11      | -                | 10             | 4     | 11           |
| Jessica Diggins       | -                | -       | 8                | 2              | 4     | DNF          |
| Gregg Caitlin         | -                | -       | -                | 3              | -     | -            |

### Mężczyźni
- Andrew Newell
- Simeon Hamilton
- Dakota Jess Blackhorse-Von
- Benjamin Saxton
- Kris Freeman
- Noah Hoffman
- Phillipe Gelso Matthew
- Erik Bjornsen
- Kyle Bratrud

| Zawodnik                   | Sprint Klasyczny | Bieg Łączony | Sprint Drużynowy | 15 km Dowolnym | 4x10km | 50 km Klasykiem |
| -------------------------- | ---------------- | ------------ | ---------------- | -------------- | ------ | --------------- |
| Andrew Newell              | DNF              | -            | 7                | -              | -      | -               |
| Simeon Hamilton            | 12               | 44           | 7                | -              | 11     | -               |
| Dakota Jess Blackhorse-Von | 30               | -            | -                | -              | -      | -               |
| Benjamin Saxton            | 54               | -            | -                | -              | -      | -               |
| Kris Freeman               | -                | 48           | -                | 59             | -      | DNS             |
| Noah Hoffman               | -                | -            | -                | 34             | 11     | 31              |
| Phillipe Gelso Matthew     | -                | 54           | -                | -              | -      | DNF             |
| Erik Bjornsen              | -                | 28           | -                | 47             | 11     | 43              |
| Kyle Bratrud               | -                | -            | -                | 52             | 11     | -               |

## Kombinacja Norweska
- Taylor Flether
- Bryan Flether
- Bill Demong
- Adam Loomis

| Zawodnik       | HS100/10 km | HS100/4x5km | HS134/10 km | HS134/2x7,5 km |
| -------------- | ----------- | ----------- | ----------- | -------------- |
| Taylor Flether | 19          | 7           | 29          | 9              |
| Bryan Flether  | 21          | 7           | 5           | 9              |
| Bill Demong    | 25          | 7           | 33          | -              |
| Adam Loomis    | 45          | 7           | 41          | -              |

## Skoki Narciarskie

### Kobiety
- Jessica Jerome
- Tara Moats
- Abby Hughes
- Nita Englund
- Srah Hendrickson

| Zawodniczka      | Indywidualnie HS100 | Mieszany HS100 |
| ---------------- | ------------------- | -------------- |
| Jessica Jerome   | 9                   | -              |
| Tara Moats       | 18                  | -              |
| Abby Hughes      | 34                  | -              |
| Nita Englund     | 12                  | 7              |
| Srah Hendrickson | 6                   | 7              |

### Mężczyźni
- Michael Glasder
- William Rhoads
- Nicholas Alexander

| Zawodnik           | Indywidualny HS100 | MieszAnay HS100 | Indywidualny HS134 | Drużynowy |
| ------------------ | ------------------ | --------------- | ------------------ | --------- |
| Michael Glasder    | -                  | -               | 46                 | -         |
| William Rhoads     | DSQ                | 7               | -                  | -         |
| Nicholas Alexander | -                  | 7               | -                  | -         |